# Adolf von Selchow
Adolf Albrecht Hugo von Selchow (* 4. Dezember 1810 in Rettkewitz, Kreis Lauenburg-Bütow; † 9. Juni 1878 in Bad Ems) war ein preußischer Verwaltungsbeamter und Landrat.

## Leben
Selchow wurde 1849 zum Landrat im Kreis Glogau ernannt und war während des Deutschen Krieges 1866 Zivilkommissar in Österreichisch-Schlesien. In den Jahren 1867 bis 1869 wirkte er als kommissarischer Landdrost der Landdrostei Lüneburg und arbeitete im Anschluss als Oberregierungsrat der Regierung in Frankfurt (Oder). Selchow wurde 1867 Ehrenritter des  Johanniterordens.
1852 bis 1855 sowie 1866 bis 1867 war Selchow Mitglied im Preußischen Abgeordnetenhaus.